# Lawrence Lasker
Lawrence C. Lasker, född 7 oktober 1949 i Los Angeles County, Kalifornien, är en amerikansk manusförfattare och producent. Hans debut på bioduken blev med filmen War Games från 1983.

## Filmer, i urval
- War Games (1983, manus, nominerad för en Academy Award)
- Project X (1987, manus och producent)
- True Believer (1989, producent)
- Uppvaknanden (1990, producent)
- Sneakers (1992, manus och producent)